# سرنجی چانه‌خاکستری
سرنجی چانه‌خاکستری (نام علمی: Pericrocotus solaris) گونه‌ای از پرندگان خانواده کوکوسنگ‌چشمان (Campephagidae) است که از هیمالیا گرفته تا چین، تایوان و جنوب شرق آسیا یافت می‌شود. زیستگاه طبیعی آن جنگل‌های حدود ۱٬۰۰۰–۲٬۰۰۰ متر (۳٬۳۰۰–۶٬۶۰۰ فوت) ارتفاع است. اتحادیه بین‌المللی حفاظت از طبیعت (IUCN) آن را به عنوان گونه‌ای با کمترین نگرانی ارزیابی کرده است.